# Fontinalaceae
Fontinalaceae là một họ rêu trong bộ Hypnales.